# Corhampton
Corhampton est un village du Hampshire, en Angleterre.